# 守屋富次郎
守屋 富次郎（もりや とみじろう、1898年6月10日 - 1974年3月2日）は、日本の航空技術者。東京帝国大学、名古屋帝国大学、旅順工科大学教授、防衛庁技術研究所本部長、日本航空学会（現・日本航空宇宙学会）会長などを務めた。東京大学名誉教授。航空機の翼理論の権威。

## 概要
岐阜県本巣郡真桑村上真桑に生誕。静岡県立静岡中学校に学ぶ。中学時代は野球部に所属。旧制第八高等学校を経て、東京帝国大学に入学。新設された同大工学部航空学科の第1期生。1923年3月、卒業論文「Die Tragflügeltheorie.」（翼理論）を提出して卒業。東京帝国大学の講師、助教授を経て、1934年、教授。1938年、万国応用力学会議に日本代表として参加、ヨーロッパの航空事情の調査・研究を行った。1940年から1945年にかけて、名古屋帝国大学、旅順工科大学などの教授を務めた。
戦後、東京大学応用数学科教授を務める。航空再開を受け、1953年度に航空技術調査団長としてヨーロッパにて調査を行った。日本においてもアメリカ航空諮問委員会（NACA）のような航空関係機関や共用の研究施設が必要との要望を提出。その後、設立された航空技術審議会の委員を務めた。
F-104戦闘機の導入に伴い、対応する超音速練習機が求められた際、アメリカ製のT-38の導入か国内開発をするかの議論になった。この時、防衛庁技術研究所本部長であった守屋が、この機会に超音速機を開発しないと永久に開発ができなくなると主張し、強く周囲に訴えた結果、T-2高等練習機の開発につながったという。
1966年に英国海外航空機空中分解事故の調査団団長、1973年に航空事故調査委員会委員長など各種航空事故の委員も務めた。

## 著書
- 「飛行機の性能向上」『東京大学公開講座. 第1集』東京大学出版会、1953年、NCID BA84224922
- 『力学概論』培風館、1953年、ASIN B000JBA78U
- 『Selected scientific and technical papers』Office of the Committee, Dept. of Aeronautics, Faculty of Engineering, University of Tokyo、1959年、ASIN B0007K83KW
- 『空気力学序論』培風館、1959年、ASIN B000JAS41S

共著
- 『力学概論』鷲津久一郎共著、培風館、1968年、ASIN B000JA5XC6

## 論文
- 守屋富次郎「複葉翼及螺進器翼ノ空気力学干渉ニ就キテ(英文)」東京帝国大学 博士論文（工学）［報告番号不明］、1930年、NAID 500000487362。
- 守屋富次郎「複葉の揚力に就きて」『東京帝國大學航空研究所雜録』第40号、東京帝國大學航空研究所、1927年11月、471-477頁、NAID 110004871919。
- 守屋富次郎「プロペラ翼の空気力學的干渉とプロペラの新しい理論」『機械學會誌』第33巻第159号、日本機械学会、1930年、403-413頁、doi:10.1299/jsmemagazine.33.159_403、NAID 110002450633。
- 守屋富次郎「プロペラに於ける誘起速度の計算圖表とプロペラ特性の計算法」『日本航空學會誌』第3巻第9号、日本航空宇宙学会、1936年、12-34頁、doi:10.14822/jjsass1934.3.9_12、NAID 130007024249。
- 守屋富次郎「プロペラ翼に於けるBiot-Savartの法則の積分に就いて」『日本航空學會誌』第9巻第89号、日本航空宇宙学会、1942年、1015-1020頁、doi:10.14822/jjsass1934.9.89_1015、NAID 130007024357。
- 守屋富次郎「日本応用力学会発会に際して」『応用力学』第1巻第1号、日本航空宇宙学会、1948年、1-1頁、doi:10.2322/jjsass1948.1.1、NAID 130003781752。
- 守屋富次郎「風力の利用について」『応用力学』第3巻第13号、日本航空宇宙学会、1950年、20-22頁、doi:10.2322/jjsass1948.3.20、NAID 130003957295。
- 守屋富次郎「翼および翼列」『日本機械学会誌』第56巻第408号、日本機械学会、1953年、42-46頁、doi:10.1299/jsmemag.56.408_42、ISSN 00214728、NAID 110002453743。
- 守屋富次郎, 近藤次郎, 高野暲, 谷喬「東京木学航空学科超音速風どうについて」『日本航空学会誌』第5巻第43号、日本航空宇宙学会、1957年、209-214頁、doi:10.2322/jjsass1953.5.209、ISSN 0021-4663、NAID 130003782041。
- 守屋富次郎, 河村竜馬, 木村秀政, 久保富夫, 北野純, 菊原静男, 渋谷厳, 萱場嘉郎, 箕田芳郎, 疋田遼太郎「遷音速機の設計について(座談会)」『日本航空学会誌』第5巻第39号、日本航空宇宙学会、1957年、100-114頁、doi:10.2322/jjsass1953.5.100、ISSN 0021-4663、NAID 130003957688。
- 守屋富次郎, 海法泰治「BOAC機の事故調査について」『日本機械学会誌』第72巻第608号、日本機械学会、1969年、1183-1188頁、doi:10.1299/jsmemag.72.608_1183、ISSN 00214728、NAID 110002467663。